# Reticulinevezel
Reticulinevezel is een histologische benaming voor een type vezel in het bindweefsel dat bestaat uit type III collageen. Reticulinevezels vormen een fijnmazig netwerk, het reticulum. Dit netwerk ondersteunt zachte weefsels zoals die voorkomen in de lever, beenmerg en het weefsel en de organen in het lymfevatenstelsel.

## Structuur
Reticulinevezels bestaan uit één of meer typen van zeer tere, dunne draden van het type III collageen. Deze draden vormen een zeer geordend, cellulair netwerk. Veel typen van dit collageen bevatten ook koolhydraten, waardoor ze ook kleuren bij een zilverkleuring en met het Schiff-reagens, maar niet met normale histologishe kleurmethoden zoals kleuring met hematoxyline.